# Bathyplectes brevitor
Bathyplectes brevitor är en stekelart som beskrevs av Aubert 1974. Bathyplectes brevitor ingår i släktet Bathyplectes och familjen brokparasitsteklar. Inga underarter finns listade.